# Chacona
La chacona o ciaccona, a juzgar por la literatura española y las obras de finales del siglo XVI, está comprendida en las danzas populares españolas, con metro ternario, tempo moderado y variación continua de las voces superiores sobre bajo ostinato. En el siglo XVII se difundió por toda Europa a través de España (aunque existen defensores de su origen hispanoamericano). Apareció originalmente en colecciones de guitarra con patrones comunes de acordes/bajo. Es en su origen una danza festiva, viva y de gran erotismo.

## Italia
Una de las primeras series conocidas de variaciones instrumentales sobre este ostinato fue compuesta para Chitarrone por Alessandro Piccinini, amigo de Frescobaldi en la corte de los Este en Ferrara. Esta obra es típica de las primeras variaciones de chacona por la persistencia de la melodía del bajo, el uso de una progresión de acordes que se repite en cada aparición del bajo, y el ritmo unificado dentro de cada variación, que se mueve entre los patrones (blanca-negra y negra-blanca).
Monteverdi y Frescobaldi utilizaron ritmos más lentos del tipo zarabanda, muy del gusto de Couperin y Lully, que la utilizaban en sus obras escénicas. Antonio Vivaldi escribió un ejemplo de chacona en el primer Allegro del Concierto para cuerdas RV 157. Otro ejemplo de este compositor es el tema central  (sin tiempo) del Concierto de cámara en Fa, RV 100.
Encontraremos otro ejemplo italiano en la Chacona en sol menor para violín, de Tomaso Antonio Vitali, hijo de Giovanni Battista Vitali (aunque de dudosa atribución). En la que con cada variación, aumenta el grado de dificultad, convirtiéndose en una interesante y compleja pieza de estudio.

## Francia
Lully emplea la chacona como danza en sus obras escénicas en compás ternario con uno de estos bajos ostinatos: 8-7-6-5; 8-5-6-5; 1-5-2-5; 1-2-3-4-5. Siempre en modo mayor. Tras dos exposiciones del ostinato, hay generalmente un bajo contrastante. Tempo= 121-159.

## Alemania y evolución
En Alemania, Johann Sebastian Bach compondría la célebre Chacona en re menor para acabar la Partita para violín solo n.º 2. En este ejemplo, la chacona se basa en la sucesión de temas armónicos y melódicos en el bajo. Esta ha sido la chacona más famosa de la historia, su fecha data de 1720, cuando el maestro estaba en Köthen. Se cree que la compuso tras la muerte de su esposa María Bárbara Bach, por lo que muchos la consideran más cercana al lamento que a la chacona. 

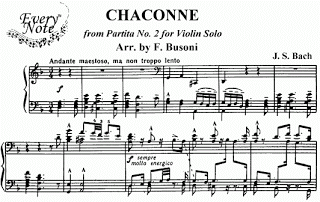

Este lamento mencionado en la obra de Johann Sebastian Bach, como herencia de Claudio Monteverdi, se basa y evidencia en muchas secciones de la pieza en las que aparecen movimientos cromáticos descendentes. Esta composición además destacó por su larga duración (de 15 minutos), su dificultad técnica así como los corales luteranos que la integran.
Esta pieza sería clave en el repertorio para violín, siendo considerada una de las piezas más complejas compuestas para este instrumento, debido a que abarca todos los aspectos de la técnica de violín barroca.

## España
Juan Arañés, compositor español a caballo entre los siglos XVI y XVII, compuso la famosa chacona A la vida bona, también conocida como El sarao de la chacona, en la que, lejos del lamento, canta a la diversión sana y a la alegría de la gente de su época. Esta está incluida en su libro Segundo de tonos y villancicos, publicado en 1624 en Roma, que contiene numerosas canciones a una, dos y cuatro voces, con acompañamiento de guitarra. La letra, que está en un perfecto castellano popular del s. XVII, es una burla de la sociedad y de sus arquetipos: negros, gitanos, prostitutas, médicos...

## Enlaces externos

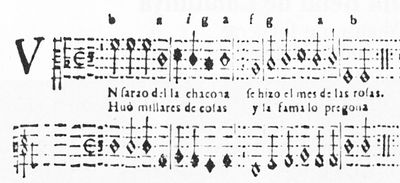
Chacona antigua, obra de Juan Arañés, de principios del.